# Пелене за купање
Пелене за купање су пелене намењене за купање на базену или плажи, а праве се првенствено за бебе и сасвим малу децу која још нису научила да контролишу своје физиолошке потребе. Примарна функција пелена за купање је задржавање столице у случају велике нужде, док мокраћу пропуштају, као и обични купаћи костими. На тржишту се могу наћи вишекратне и једнократне пелене за купање. Већина базена захтева употребу ових пелена, али су оне потребне и корисне и на природним плажама.

## Функције пелена за купање
Пелене за пливање не функционишу на исти начин као обичне пелене. Обичне пелене су дизајниране тако да упијају течност (мокраћу) и при том бубре, док се истовремено чврсте материје (столица) задржавају у пелени. Насупрот њима, пелене за пливање нису дизајниране да упијају течност, јер би у супротном биле тешке и неудобне за ношење. Они су дизајнирани тако да задржавају само чврсте материје, док течности пропуштају као купаћи и обичан купаћи костим.
Примарна функција пелена за купање је задржавање столице у случају велике нужде током купања, за разлику од обичних купаћих гаћица. Мокраћа пролази кроз пелене као што је случај и са обичним купаћим костимима. Нужност пелена за купање зависи од узраста детета. Ако дете није научило да контролише столицу онда су пелене за купање нужне. Цлодневни боравак на базену или плажи у сваком случају захтева више од једне пелене за купање. Ово важи како за једнократне, тако и за оне вишекратне.
Друга функција пелена за купање је заштита самог детета. Ове пелене штите дете од песка пуног пикаваца и другог смећа. Такође, остаци хране су мамац за пчеле, осе, мраве и друге инсекте који могу повредити бебу. Чак и да је песак наоко беспрекорно чист, он се може наћи на гениталијама детета и нанети му повреде. 
Неки родитељи бебама и сасвим малој деци облаче само купаће костиме. Они понекад могу да задрже фекалије, али нису поуздани. Други се одлучују за обичне једнократне пелене. Обичне пелене се брзо наквасе, па постају тешке, висе и сметају детету. 
На базенима је ситуација још гора, јер се на мокрим и врућим плочицама бактерије и гљивице брзо размножавају и још брже преносе. Без обзира на то има ли дете пелену или нема, седење и лежање на плочицама апсолутно није дозвољено, а туширање пре уласка у воду и после изласка се подразумева, нарочито у случају плитких дечјих базена.
На неким базенима правило је да деца преко пелене за купање морају имати и купаћи костим. У том случају је боље користити танке пелене за купање, како дете не би имало осјећај тежине у води. Чак и најбоље пелене за једнократну употребу не пристају тако добро као оне вишекратне. Неки базени могу захтевати коришћење и две једнократне пелене једне преко друге како би се спречиле незгоде.
Трећа функција коју пелене за купање могу имати је и заштита дечјег тела од потенцијално непожељних погледа (на пример педофила).
Столица новорођенчета, односно бебе која се храни само мајчиним млеком растворљива је у води, па у том случају ефекат пелене за купање може да изостане и фекалије се ипак могу излити у воду.

## Врсте пелена за купање
Постоје две основне врсте пелена за купање:
- пелене за купање за једнократну употребу и
- пелене за купање за вишекратну употребу.

И једне и друге имају бројне предности, али и недостатке. Ако су потребне само за једно путовање онда су исплативије једнократне, али ако дете одлази редовно на купање (на плажу или базен), боље је користити оне за вишекратну употребу. Као и код обичних пелена, величина пелена за купање зависи од тежине и узраста детета.

### Пелене за купање за једнократну употребу
Пелене за купање за једнократну употребу изгледају као и обичне пелене за једнократну употребу, али су нешто веће. Неке су направљене као гаћице, па се облаче веома једноставно, а скидају цепањем са сатране. Практичне су јер се након употребе само баце, али то умањује њихову еколошку прихватљивост.

### Пелене за купање за вишекратну употребу
Вишекратне пелене сличније су купаћим костимима и најчешће дезениране, као и друга одећа за бебе. Израђују се од материјала који личе на оне од којих се израђују обични купаћи костими. Ове тканине су мекше од материјала од којих се израђују оне једнократне, па су боља опција за децу која су склонија пеленском осипу. Неки модели имају пар дугмета или чичак траку којима се учвршћују и може им се подесити величина.
Ове пелене еколошки су прихватљивије због минималног отпада, али их је неопходно чистити и прати. Пелене за вишекратну употребу могу се прати ручно или у машини за прање рубља. Поред тога вишекратне пелену су и економски исплативије, јер се користе више пута, а могу се касније користити и за друго дете.